# Ruota di Magonza
In araldica il termine ruota di Magonza è utilizzato per indicarne il blasone dell'Elettore di Magonza, costituito da una ruota d'argento, con sei raggi, su fondo rosso. Questo simbolo è poi diventato una figura caratteristica dell'araldica civica della Germania nella regione Reno-Meno.
Il simbolo deriva da san Villigiso, arcivescovo di Magonza di umili origini, che volle omaggiare suo padre carrettiere.
Oggi la città di Magonza porta due ruote unite da una croce d'argento. La città di Erfurt porta invece la forma più pura della ruota.

Stemma di Magonza (versione antica)
Stemma di Magonza (versione moderna)
Stemma di Erfurt
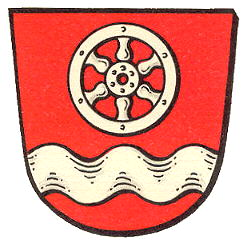
Stemma di Frankfurt-Griesheim
Stemma di Höchst
Stemma del Main-Taunus-Kreis

## Distribuzione
L'immagine a fianco illustra la frequenza con cui la ruota di Magonza compare negli stemmi di araldica civica della Germania.

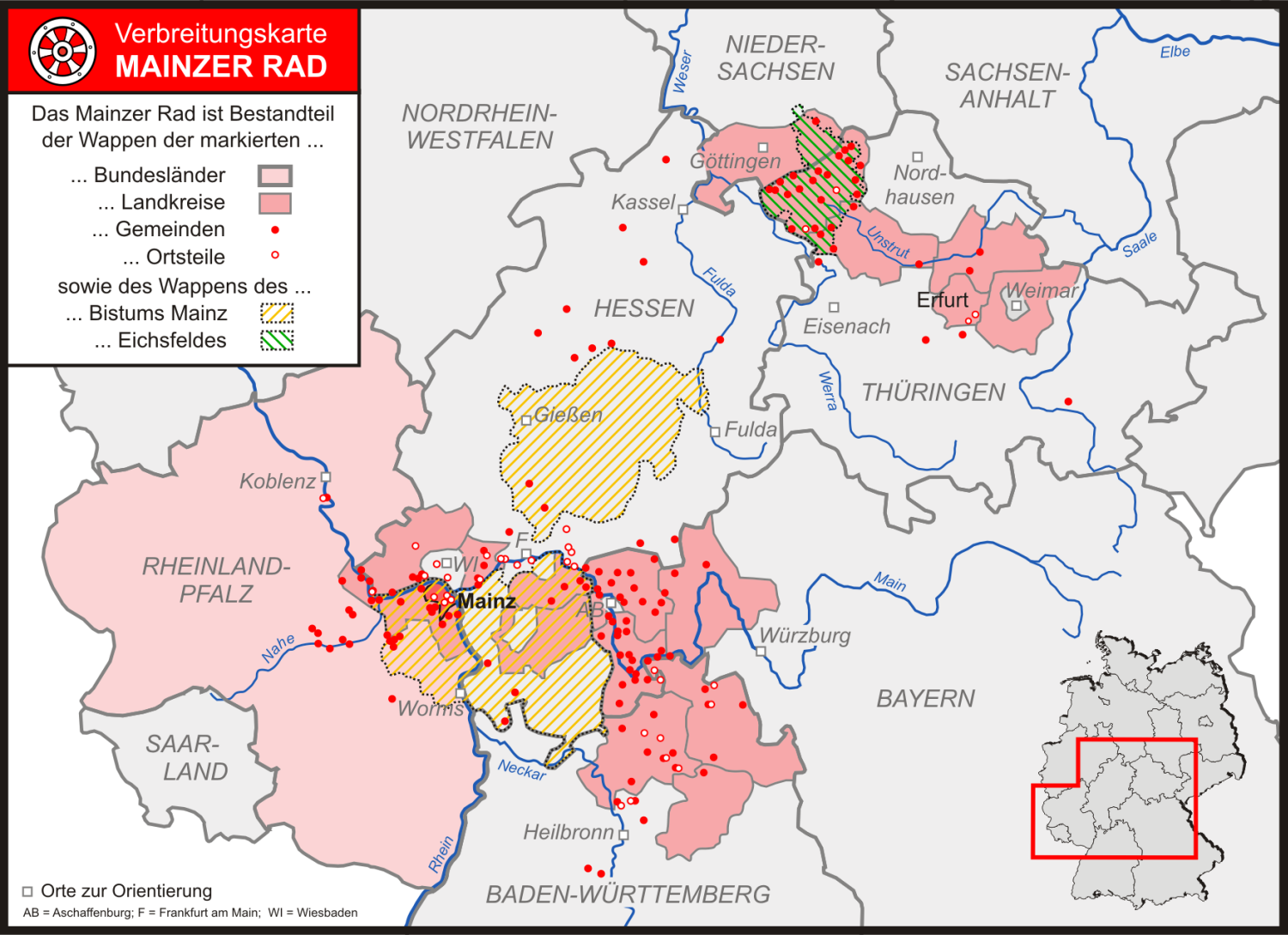
Distribuzione della Ruota di Magonza